# Dante Hannoun
Dante Hannoun (* 2. August 1998 in Delta, British Columbia) ist ein italo-kanadischer Eishockeyspieler, der seit Juni 2024 beim HK Spišská Nová Ves aus der slowakischen Extraliga unter Vertrag steht. Seine Cousins Alex und Nic Petan sind ebenfalls professionelle Eishockeyspieler.

## Karriere
Dante Hannoun begann seine Karriere bei Nachwuchsmannschaften im Raum Vancouver. Im Sommer 2013 unterschrieb der Stürmer einen Vertrag bei den Victoria Royals aus der Western Hockey League (WHL), die ihn beim WHL Bantam Draft 2013 in der ersten Runde als insgesamt elften Spieler ausgewählt hatten. Er wurde aber zunächst noch unterklassig eingesetzt. Mit der U16-Auswahl seiner Heimatprovinz British Columbia gewann er beim Western Canada Challenge Cup 2014 die Silbermedaille. Ab dem Beginn der Spielzeit 2014/15 spielte er dann regelmäßig für die Royals. Im Januar 2019 wechselte Hannoun zum Ligakonkurrenten Prince Albert Raiders, mit denen er am Saisonende den Ed Chynoweth Cup gewann. Er selbst trug als bester Torschütze der Playoffs maßgeblich zu dem Erfolg bei.
Nach seiner Juniorenzeit ging Hannoun zu den Atlanta Gladiators in die ECHL. Aber bereits im Dezember 2019 zog es ihn nach Italien, wo er zunächst für den HC Bozen in der Erste Bank Eishockey Liga (EBEL) spielte. Nachdem er das Spieljahr 2020/21 bei den WSV Sterzing Broncos in der Alps Hockey League verbracht hatte, kehrte er in die nun als ICE Hockey League firmierende, ehemalige EBEL zurück und lief dort für den HC Pustertal auf. Zur Saison 2024/25 wechselte der gebürtige Kanadier in die Slowakei zum HK Spišská Nová Ves.

### International
Hannoun spielt seit seiner Einbürgerung 2022 in der italienischen Nationalmannschaft. Sein erstes Turnier absolvierte er bei der Weltmeisterschaft 2022, als das Team abstieg. Daraufhin spielte er 2023 mit den Italienern in der Division I.

## Erfolge und Auszeichnungen
- 2014 Silbermedaille beim Western Canada Challenge Cup mit dem Team British Columbia
- 2019 Ed-Chynoweth-Cup-Gewinn mit den Prince Albert Raiders
- 2019 Bester Torschütze der WHL-Playoffs

## Karrierestatistik
Stand: Ende der Saison 2023/24

### International
Vertrat Italien bei:
- Weltmeisterschaft 2022
- Weltmeisterschaft der Division IA 2023

(Legende zur Spielerstatistik: Sp oder GP = absolvierte Spiele; T oder G = erzielte Tore; V oder A = erzielte Assists; Pkt oder Pts = erzielte Scorerpunkte; SM oder PIM = erhaltene Strafminuten; +/− = Plus/Minus-Bilanz; PP = erzielte Überzahltore; SH = erzielte Unterzahltore; GW = erzielte Siegtore; 1 Play-downs/Relegation; Kursiv: Statistik nicht vollständig)